# Ritzerau
Ritzerau è un comune di 284 abitanti dello Schleswig-Holstein, in Germania.
Appartiene al circondario (Kreis) del Ducato di Lauenburg (targa RZ) ed è parte della comunità amministrativa (Amt) di Sandesneben-Nusse.

## Storia
Nel 1937 la cosiddetta "legge sulla Grande Amburgo" decretò la cessione del comune di Ritzerau del Land di Lubecca, contemporaneamente disciolto, alla Prussia.